# Comitatul Warrick, Indiana
Comitatul Warrick, conform originalului din limba engleză, Warrick County (codul său FIPS este 18 - 175 Arhivat în 7 iunie 2011, la Wayback Machine.), este unul din cele 93 de comitate ale statului american Indiana. Conform Census 2000 populația totală era de 27.223 de locuitori. Sediul comitatului este orașul Salem.
Warrick County este situat în partea estică a zonei metropolitane Evansville, IN–KY Metropolitan Statistical Area.

## Demografie
|  | Graficele sunt indisponibile din cauza unor probleme tehnice. Mai multe informații se găsesc la Phabricator și la wiki-ul MediaWiki. |

Date: Wikidata - grafică realizată de Wikipedia